# Allophylus edulis
Allophylus edulis ist ein Baum in der Familie der Seifenbaumgewächse aus Brasilien, Guyana, Bolivien, Paraguay, Uruguay und aus dem nördlicheren Argentinien.

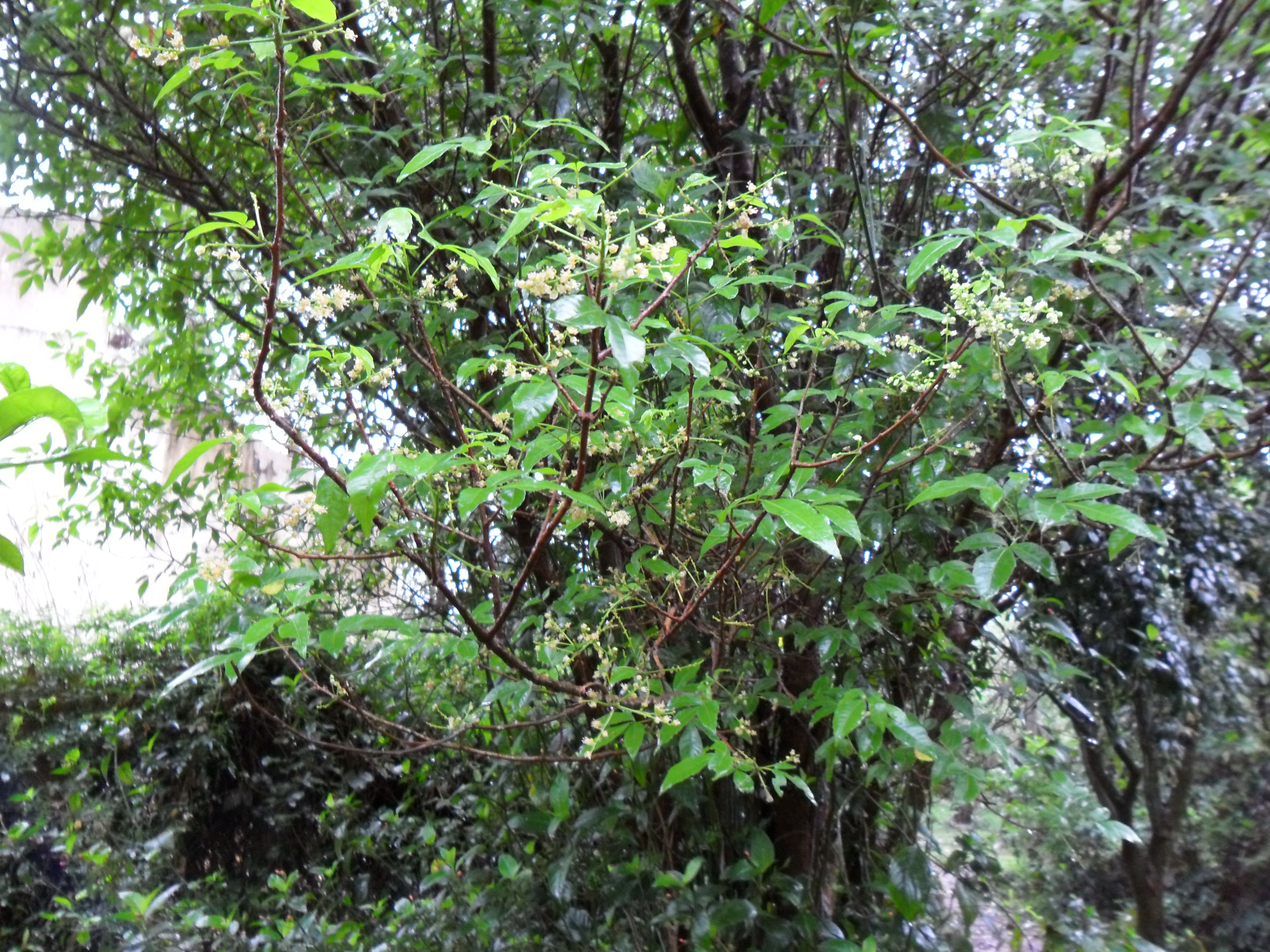
Allophylus edulis in Blüte

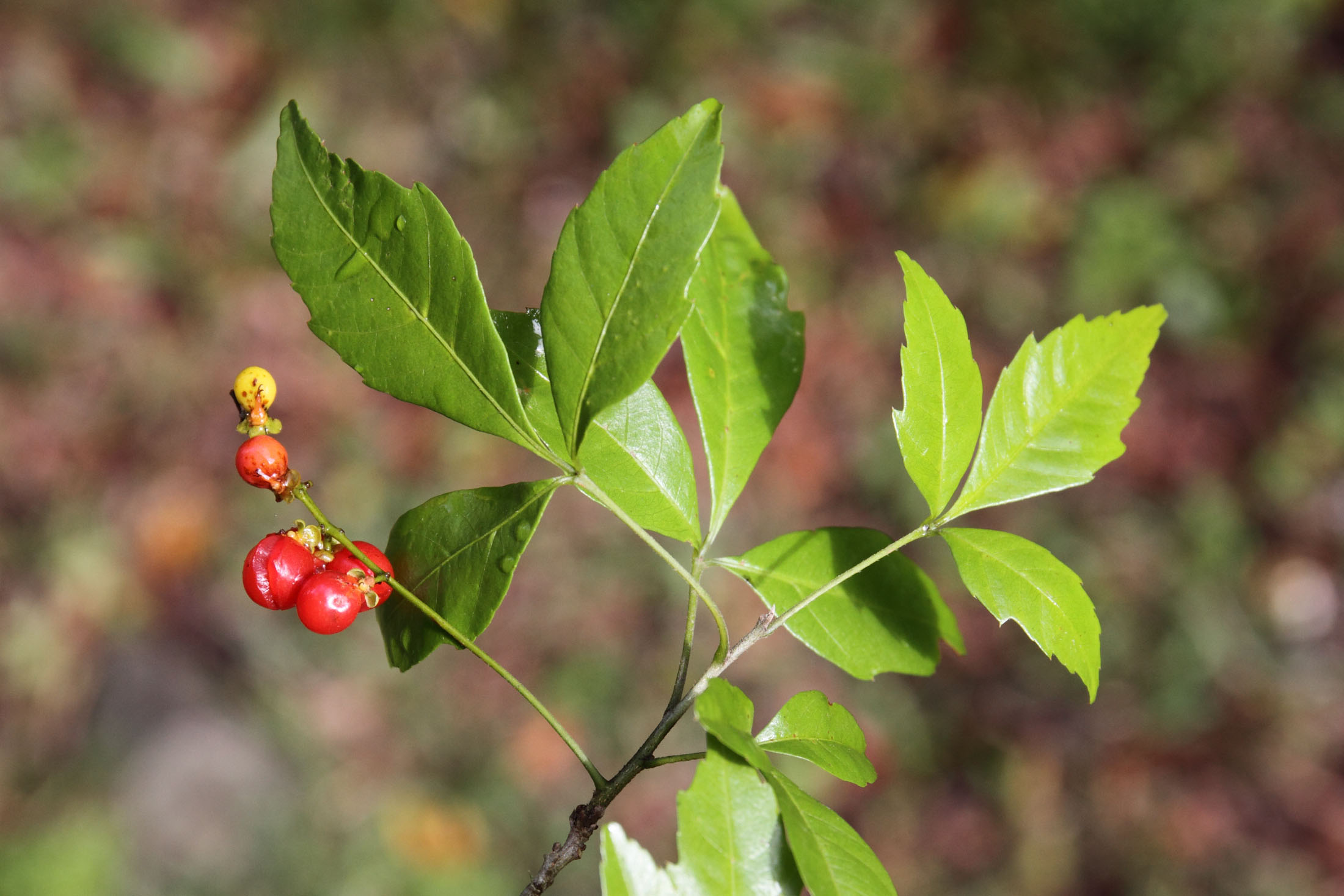
Mit Blättern und Früchten

## Beschreibung
Allophylus edulis wächst als halbimmergrüner Baum bis 6–10 Meter hoch. Die gräulich-bräunliche Borke ist rissig und schuppig oder abblätternd.
Die wechselständigen, einfachen und gestielten Laubblätter sind dreizählig. Der Blattstiel ist 3–6 Zentimeter lang. Die fast sitzenden bis kurz gestielten, etwa 5–12 Zentimeter langen Blättchen sind leicht ledrig, fast kahl, eiförmig bis verkehrt-eiförmig, spitz bis zugespitzt oder rundspitzig und am Rand teils abstehend oder spitzig gesägt bis gekerbt mit spitzer bis keilförmiger Basis.
Allophylus edulis ist zweihäusig diözisch. Es werden achselständige und kurze, schlanke, traubige Blütenstände gebildet. Die vierzähligen, gestielten und kleinen, funktionell eingeschlechtlichen Blüten mit doppelter Blütenhülle sind grünlich-weiß. Es ist jeweils ein kleines Tragblatt vorhanden. Die Kelchblätter sind ungleich, die zwei äußeren sind kleiner, und sie sind einiges größer als die innen behaarten Petalen mit innen einem kleinen Anhängsel, einer Schuppe. Die weiblichen Blüten besitzen einen oberständigen, gelappten Fruchtknoten, aus meist zwei Fruchtblättern, mit einem zweiästigen, subgynobasischen Griffel und länglichen Narben sowie Staminodien mit Antheroden. Die männlichen Blüten besitzen 8 Staubblätter mit im unteren Teil behaarten Staubfäden und einen Pistillode. Es ist jeweils ein gelappter Diskus vorhanden.
Es werden kleine, rundliche bis verkehrt-eiförmig und erst gelb-orange und zur Reife rote, glatte, glänzende, etwa 6–9 Millimeter große, dünnfleischige, beerenartige Steinfrüchte mit Griffelresten an der Spitze gebildet. Der beige, rundlich bis eiförmige, glatte Steinkern ist relativ groß. Manchmal entwickeln sich auch eine „Doppelfrucht“ (Coccate), eine gelappte Steinfrucht oder eine Spaltfrucht mit zwei Steinkernen. Oder die zweite Frucht ist nur reduziert entwickelt oder gar nicht und an der Basis der entwickelten Frucht sind dann die reduzierte Frucht oder Stempelresten vorhanden.

## Taxonomie
Die Erstbeschreibung des Basionyms Schmidelia edulis wurde 1824 von Auguste de Saint-Hilaire in Plantes usuelles des Brasiliens Tafel 67 veröffentlicht. Nun war nicht klar wer alles hier die Autoren waren, aber 1825 veröffentlichte er in Flora Brasiliae meridionalis Band 1: 381 die weiteren Autoren Jacques Cambessèdes und Adrien Henri Laurent de Jussieu. Die Umteilung in die Gattung Allophylus zu Allophylus edulis erfolgte 1890 durch Gustavo Niederlein in Boletin Mensual, Museo de Productos Argentinos Band 3(29): 180 (Okt. 1890). 
Niederlein übernahm den Namen von Georg Hans Emmo Wolfgang Hieronymus. Etwas später veröffentlichte Radlkofer in Symbolae ad floram Brasiliae Band 37: 244 (Nov. 1890) dieselbe Einteilung. Die erste Veröffentlichung hat aber Vorrang, also ist der gültige Artnamen Allophylus edulis (A.St.-Hil., A.Juss. & Cambess.) Hieron. ex Niederl.

## Verwendung
Die süßen Früchte mit gutem Geschmack sind essbar. Sie werden roh konsumiert oder zu einem fermentierten Getränk verarbeitet.
Das Holz ist leicht, weich und wenig beständig.